# Dominique Morrison
Dominique Montel Morrison (Kansas City, 29 novembre 1989) è un cestista statunitense.